# Scott Wolf
Scott Richard Wolf (Boston, 4 giugno 1968) è un attore statunitense.

## Biografia
Figlio di Steven Wolf e Susan Enowitch, si trasferì a West Orange (New Jersey). Si diplomò nel 1986 alla West Orange High School. Frequentò la George Washington University, dove ottenne un Bachelor of Arts in finanza.
È noto per aver interpretato Bailey Salinger nella serie tv Cinque in famiglia, il Dr. Jake Hartman in Everwood, Jeremy in The Nine e Chad Decker in V.

## Filmografia

### Cinema
- Tartarughe Ninja alla riscossa (Teenage Mutant Ninja Turtles), regia di Steve Barron (1990) - non accreditato
- Caro Babbo Natale (All I Want for Christmas), regia di Robert Lieberman (1991)
- The Skid Kid, regia di Glen Gruner (1991)
- Due vite al massimo (Teenage Bonnie & Klepto Clyde), regia di John Shepphird (1993)
- Double Dragon, regia di James Yukich (1994)
- L'Albatross - Oltre la tempesta (White Squall), regia di Ridley Scott (1996)
- Conflitti del cuore (The Evening Star), regia di Robert Harling (1996)
- Welcome to Hollywood, regia di Tony Markes e Adam Rifkin (1998)
- Go - Una notte da dimenticare (Go), regia di Doug Liman (1999)
- Contratto con la morte (Emmett's Mark), regia di Keith Snyder (2002)
- Love Thy Neighbor, regia di Nick Gregory (2002)
- Imagine, regia di Jonathan Steven Green e Jahanara Saleh – cortometraggio (2013)
- The Volunteer, regia di Vicky Wight (2013)
- Such Good People, regia di Stewart Wade (2014)
- 37, regia di Randall Batinkoff (2014)
- Inside Game, regia di Randall Batinkoff (2019)
- Agente speciale Ruby (Rescued by Ruby), regia di Katt Shea (2022)

### Televisione
- Bayside School (Saved by the Bell) – serie TV, 4 episodi (1990-1991)
- Kids Incorporated – serie TV, episodio 7x17 (1991)
- Yesterday Today, regia di Rick Rosenthal – episodio pilota scartato (1992)
- Il commissario Scali (The Commish) – serie TV, episodio 2x15 (1993)
- Parker Lewis (Parker Lewis Can't Lose) – serie TV, episodio 3x21 (1993)
- Evening Shade – serie TV, episodi 3x24-4x03 (1993)
- Blossom - Le avventure di una teenager (Blossom) – serie TV, episodio 4x18 (1994)
- Cinque in famiglia (Party of Five) – serie TV, 142 episodi (1994-2000)
- MADtv – serie TV, episodio 1x06 (1995)
- Cenerentola a New York (Time of Your Life) – serie TV, episodi 1x02-1x03 (1999) – voce
- Spin City – serie TV, 4 episodi (2001)
- Jenifer, regia di Jace Alexander – film TV (2001)
- Rubbing Charlie, regia di Adam Bernstein – episodio pilota scartato (2003)
- Picking Up & Dropping Off, regia di Steven Robman – film TV (2003)
- Kate Plus One, regia di Rodman Flender – episodio pilota scartato (2004)
- Everwood – serie TV, 38 episodi (2004-2006)
- The Nine – serie TV, 13 episodi (2006-2007)
- Making It Legal, regia di Gary Halvorson – episodio pilota scartato (2007)
- CSI: NY – serie TV, episodio 5x08 (2008)
- V – serie TV, 22 episodi (2009-2011)
- NCIS - Unità anticrimine (NCIS) – serie TV, episodi 9x01-9x12-9x24 (2012)
- Joey Dakota – episodio pilota scartato (2012)
- Perception – serie TV, 27 episodi (2013-2015)
- The Night Shift – serie TV, 35 episodi (2014-2017)
- Vi presento Valentine (Meet My Valentine), regia di Brian Herzlinger (2015) - film TV
- Nancy Drew - serie TV (2019-2023)
- A Christmas Love Story, regia di Eric Close (2019) - film TV
- Doc – serie TV, 3 episodi (2025-)

### Produttore
- Picking Up & Dropping Off, regia di Steven Robman – film TV (2003)

### Doppiatore
- Lilli e il vagabondo II - Il cucciolo ribelle (Lady and the Tramp II: Scamp's Adventure), regia di Darrell Rooney e Jeannine Roussel (2001) – voce
- Kaijudo: Rise of the Duel Masters – serie animata, 52 episodi (2012-2014) – voce
- BoJack Horseman - serie animata, 1 episodio (2015) - voce

## Doppiatori italiani
Nelle versioni in italiano delle opere in cui ha recitato, Scott Wolf è stato doppiato da:
- Fabrizio Manfredi in Due vite al massimo, Cinque in famiglia, Cenerentola a New York, Everwood
- Massimo De Ambrosis in Go - Una notte da dimenticare, Nancy Drew
- Giorgio Borghetti in Perception, The Night Shift
- Fabrizio Vidale in Double Dragon
- Riccardo Onorato in L'Albatross - Oltre la tempesta
- Marco Baroni in The Nine
- Davide Lepore in CSI: NY
- Massimiliano Manfredi in V
- Roberto Certomà in NCIS - Unità anticrimine
- Francesco Pezzulli in Vi presento Valentine
- Francesco Cavuoto in Agente speciale Ruby

Da doppiatore è sostituito da:
- Fabrizio Manfredi in BoJack Horseman